# ТЕС Сан-Франсиску-ду-Конді (Termobahia)
ТЕС Сан-Франсиску-ду-Конді (Termobahia) — теплова електростанція на сході Бразилії у штаті Баїя. Певний час мала назву ТЕС Celso Furtado.
У 2003 році на майданчику станції ввели в експлуатацію парогазовий блок комбінованого циклу потужністю 173 МВт. У ньому працює одна газова турбіна потужністю 130 (за іншими даними — 150) МВт, яка через котел-утилізатор живить одну парову турбіну з показником 60 (за іншими даними — 30) МВт.
Окрім виробництва електроенергії станція постачає 350 тонн пари на годину для потреб розташованого поруч нафтопереробного заводу Landulpho Alves (RLAN).
ТЕС розрахована на споживання природного газу. Неподалік від неї знаходиться газопереробний завод Кандеяс (саме звідси у 1970-х роках почався розвиток газопровідної системи штату Баїя), а у 2014-му до Сан-Франсиску-ду-Конді підключили перемичку від терміналу для імпорту ЗПГ Байя-Тодуз-ус-Сантус.
Видалення продуктів згоряння відбувається через димар заввишки 40 метрів.
Видача продукції відбувається по ЛЕП, розрахованій на роботу під напругою 230 кВ.